# San Antonio Buenavista, Ocotepec
San Antonio Buenavista är en ort i Mexiko.   Den ligger i kommunen Ocotepec och delstaten Chiapas, i den sydöstra delen av landet, 700 km öster om huvudstaden Mexico City. San Antonio Buenavista ligger 1 661 meter över havet och antalet invånare är 282.
Terrängen runt San Antonio Buenavista är kuperad åt sydost, men åt nordväst är den bergig. San Antonio Buenavista ligger uppe på en höjd. Runt San Antonio Buenavista är det ganska glesbefolkat, med 47 invånare per kvadratkilometer. Närmaste större samhälle är Copainalá, 10,4 km söder om San Antonio Buenavista. I omgivningarna runt San Antonio Buenavista växer i huvudsak städsegrön lövskog.